# Campeonato Cearense de Futebol Feminino de 2022
O Campeonato Cearense Feminino de 2022 foi a décima sexta edição deste evento esportivo, principal torneio estadual de futebol feminino organizado pela Federação Cearense de Futebol (FCF).
O campeonato começou a ser disputado no dia 24 de setembro e terminou em 7 de novembro. Nesta edição, o Fortaleza sagrou-se campeão pela terceira vez, vencendo a decisão contra o Ceará pelo placar de 2–1.

## Formato e participantes
O regulamento do Campeonato Cearense Feminino consistiu em três fases: na primeira, os participantes enfrentaram os adversários do próprio chaveamento em jogos de turno e returno, classificando, após seis rodadas, os dois melhores colocados de cada grupo. Nas semifinais, dois embates eliminatórios foram formados de acordo com o cruzamento olímpico. Os vencedores se qualificaram para a decisão em jogo único. Os oito participantes foram:
| Equipe              | Cidade            | Títulos               |
| ------------------- | ----------------- | --------------------- |
| Arsenal de Caridade | Caridade          | —                     |
| Campo Grande-CE     | Juazeiro do Norte | —                     |
| Ceará               | Fortaleza         | 3 (2018, 2019 e 2021) |
| Fortaleza           | Fortaleza         | 2 (2010 e 2020)       |
| Guarani de Juazeiro | Juazeiro do Norte | —                     |
| Icasa               | Juazeiro do Norte | —                     |
| Juazeiro-CE         | Juazeiro do Norte | —                     |
| Maranguape          | Maranguape        | —                     |

## Resultados

### Fases finais
|  | Semifinais               | Semifinais |   |  | Final                        | Final |  |
|  |                          |            |   |  |                              |       |  |
|  | Franzé Morais, Itaitinga |            |   |  |                              |       |  |
|  | Ceará                    | 12         |   |  |                              |       |  |
|  | Juazeiro-CE              | 0          |   |  |                              |       |  |
|  |                          |            |   |  |                              |       |  |
|  |                          |            |   |  | Presidente Vargas, Fortaleza |       |  |
|  |                          |            |   |  | Ceará                        | 1     |  |
|  |                          | Fortaleza  | 2 |  |                              |       |  |
|  |                          |            |   |  |                              |       |  |
|  |                          |            |   |  |                              |       |  |
|  |                          |            |   |  |                              |       |  |
|  | Lirio Callou, Barbalha   |            |   |  |                              |       |  |
|  | Guarani de Juazeiro      | 0          |   |  |                              |       |  |
|  | Fortaleza                | 2          |   |  |                              |       |  |